# Йосафат Маркевич
Йосафат Маркевич (оригінальне прізвище Мазур; хресне ім'я Іван; 9 травня 1880, Тшенсувка — 31 січня 1959, Чикаго) — український церковний діяч польського походження, ієромонах-василіянин, богослов, доктор богослов'я, письменник, педагог, викладач богослов'я Львівської греко-католицької духовної семінарії (1920—1925).

## Життєпис
Народився 9 травня 1880 року в селі Тшенсувка Кольбушовського повіту в сім'ї поляків римо-католиків Севастіяна Мазура та його дружини Олени з дому Пєхота. Початкову освіту здобув у Каньчузі, після чого вступив до Бучацької державної гімназії, де його старший брат Юзеф був учителем і примістив Яна до Конвікту отців василіян. 7 лютого 1896 року вступив до Василіянського Чину на новіціят у Добромильський монастир, де 20 вересня 1897 року вже як брат Йосафат склав перші монаші обіти. По обітах відбув студії гуманістики (1897—1899) і риторики (1899—1900) в Добромилі, і отримав призначення на викладача латинської і грецької мов для студентів гуманістики в Добромилі. Вічні обіти склав 21 серпня 1900 року. Філософські студії відбув у Добромилі (1901—1902) і Крехові (1902—1903), будучи одночасно викладачем грецької мови. У 1903—1904 навчальному році закінчив курс богослов'я у єзуїтській колегії Канізіанум в Інсбруку (вписаний на студії 4 жовтня 1903 року, а виїхав з Інсбрука в липні 1904 року). Священничі свячення отримав 16 жовтня 1904 року.
У 1904—1905 році був віце-ректором Української папської колегії святого Йосафата в Римі. Змінив прізвище і в Каталозі Василіянського Чину на 1905—1906 рік (Жовква 1905) вперше записаний як Маркевич (лат. Josaphat Joannes Markevyč). З 1905 до 1908 року — викладач латини, риторики і природничих наук у Крехові. У жовтні 1908 року ще раз виїхав на богословські студії до Інсбрука, які закінчив докторатом з богослов'я (1911). Повернувшись до Галичини, перебував у Крехівському (викладач риторики, соматики, загальної історії та латини в 1911—1913 роках), Львівському (історіограф, бібліотекар, проповідник провідник Марійської дружини) і знову в Крехівському монастирях. У травні 1919 року під час польсько-української війни, разом з ченцями Крехівського і Жовківського монастирів (разом 42 отців і братів), був вивезений до концентраційного табору у Домб'є біля Кракова. Після Першої світової війни організував Марійське товариство молоді, в численних гуртках якого масово об'єднувалися студенти, міська робітнича й сільська молодь. Упродовж 1920—1925 років був професором пасторального і морального богослов'я Львівської духовної семінарії, духівником і сповідником семінаристів та провідником Марійської дружини богословів і гімназистів.
У вересні 1922 року взяв участь у з'їзді професорів-богословів Галицької митрополії, на якому вирішено створити Українське богословське наукове товариство. Заснував і редагував перший український студентський католицький місячник «Поступ» та релігійний часопис-місячник для дітей і шкільної молоді «Наш приятель» (1922—1939), що користувався значною популярністю на західно-українських землях. З ініціативи о. Йосафата Маркевича під грифом Марійського товариства молоді у Львові опубліковано багато видань католицького змісту для молоді, а також перекладів з європейських мов.
У 1929—1931 роках — духівник у Місійному інституті імені святого Йосафата в Бучачі, голова Марійської дружини молоді, модератор Марійської дружини студентів гімназії, провідник Мирянського Чину святого Василія Великого, письменник. З 1931 до 1936 року виконував служіння в Дрогобицькому василіянському монастирі (сотрудник, цензор книг, провідник Марійської дружини). 1936—1937 роки — настоятель у Перемишлі і адміністратор парафії в Острові, директор Апостольства молитви в Перемиській єпархії, модератор Апостольства молитви і Марійської конгрегації служниць, цензор книг. З 1937 року — у Жовкві при видавництві отців василіян. Співорганізатор і директор Дому письменників при василіянському видавничому осередку в м. Жовква, один з ініціаторів заснування видавництва «Добра книжка» у Львові. Під час Другої світової війни проживав у Перемишлі, а потім на еміграції у Франції і з 1948 року в США — духівник, письменник, цензор книг у монастирі отців василіян у Чикаго.
Помер 31 січня 1959 року в Чикаго.

## Публікації
Книги і брошури
- «Христіянська орґанізація шкільної молоді» (Львів-Жовква 1922).
- Галущинський Т., Маркевич Й. «Загальний статут Марійських Товариств» (Львів-Жовква 1925).
- «Під лелійним прапором. Про Марійський і Євхаристійний Союз» (Львів-Жовква 1925).
- Маркевич Й., Горникевич Т. «Золотий ключ до неба. Молитовник „Нашого Приятеля“» (Львів-Жовква 1926).
- «Нове апостольство. Добрим людям під розвагу» (Львів-Жовква 1929).

Статті
- «Преса» // Нива. — 1923. — Т. 18. — ч. 5. — С. 166—170.
- «Вказівки для провідників Марійських Дружин» // Нива. — 1925. — Т. 20. — ч. 7-8. — С. 266—270.
- Маркевич Й., Бучко І.. «Паломництво до Риму» // Нива. — 1929. — Т. 24. — ч. 4. — С. 149.
- «Нерозв'язана проблєма. Рефлєксії на місяць доброї преси» // Католицька акція, ч. 4 (05) за грудень 1935. — С. 6—12.

Редактор і співредактор
- «Вісник Марійських Товариств» (ред. 1926).
- «Наш Приятель» (співред. 1927, 1927—1928, 1931—1932, 1932—1933).